# Łabunie
Łabunie is een dorp in het Poolse woiwodschap Lublin, in het district Zamojski. De plaats maakt deel uit van de gemeente Łabunie en telt 1400 inwoners.